# Cât de mic poate fi infernul?
Cât de mic poate fi infernul? (1992) este o culegere de povestiri științifico-fantastice scrise de George Anania și Romulus Bărbulescu. Aceasta este ultima carte publicată în colaborare de cei doi autori și singura de după căderea comunismului.
George Anania a recunoscut însă că, la începutul anilor '90, el și cu Romulus Bărbulescu au demarat lucrul la o continuare a romanului Paralela-enigmă, intitulată Lupta cu îngerul. Procesul de creație a intrat în impas după moartea lui Bărbulescu, dar Anania a confirmat că lucrează în continuare la roman, din care există deja sinopsisul și unele pasaje. El și-a exprimat totuși rezerva în privința finalizării proiectului.

## Conținut
- Dintr-un creier de inox (George Anania)
- Cât de mic poate fi infernul? (Romulus Bărbulescu)

## Considerații generale
Deși coperta prezintă volumul ca fiind scris de cuplul pe care Adrian Rogoz l-a numit "scriitorul bicefal", în realitate este vorba despre o carte cuprinzând două nuvele, fiecare aparținând unuia dintre cei doi scriitori.
Cu toate acestea, există un element de legătură între nuvele, ceea ce poate induce ideea unei cărți scrise împreună de cei doi autori, mai ales că aceștia au recunoscut că s-au ajutat deseori în proiectele individuale. Ambele nuvele au ca personaj principal un polițist care locuiește într-un zgârie nori, al cărui portar este un japonez căruia nu i se cunoaște numele exact și care îi salvează viața eroului în schimbul rezolvării unei probleme căreia "administrația blocului" nu-i dă de capăt.
Nuvelele împletesc astfel ideea science fiction cu o intrigă polițistă, narațiunea fiind tratată într-un mod umoristic. Textul lui Anania explorează problematica viitorului distopic al unei societăți de ciborgi, amintind de povestirile cu roboți ale lui Isaac Asimov și de curentul cyberpunk. De cealaltă parte, textul lui Bărbulescu tratează virusologia și pericolul reprezentat de armele biologice scăpate de sub control.

## Intriga

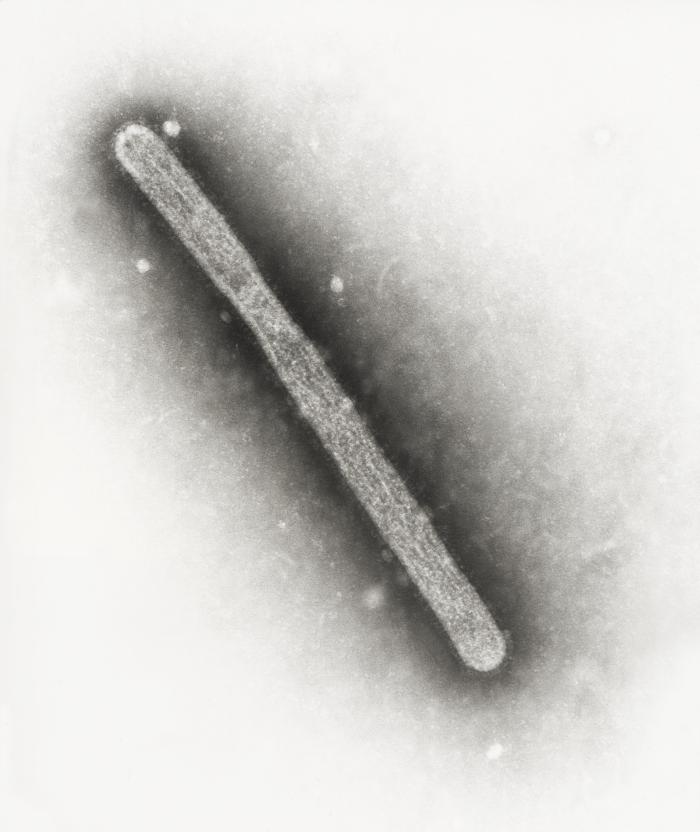
Virusul gripei aviare, văzut la microscopul electronic

### Dintr-un creier de inox
Un polițist se află în misiune de urmărire a unei bande periculoase, dar devine din vânător vânat. În ultima clipă este salvat de la moarte de portarul blocului în care locuiește, un japonez care îi cere ajutorul într-o problemă care preocupă "administrația". Polițistul acceptă și este îndrumat spre un loc de pe marginea autostrăzii, de unde un dispozitiv necunoscut îl transportă într-un viitor îndepărtat.
În timpul în care ajunge, Pământul este locuit preponderent de ciborgi, puținii oameni rămași trăind într-o rezervație-bloc. Misiunea polițistului este să ancheteze moartea suspectă a unuia dintre acești oameni, fiind ajutat în demersul său de douăzeci de polițiste-ciborg. El își dă seama că acestea fuseseră infiltrate de ciborgi în apartamentul respectivului om, pentru a spiona ceea ce se bănuiau a fi activități subversive. Polițistele fuseseră convertite ulterior de om, care le folosea pentru a-și răspândi mesajul printre ceilalți oameni. Șeful poliției ciborgilor îl omorâse pentru a pune capăt acestei acțiuni, sperând că vina va fi aruncată pe cele douăzeci de femei, a căror execuție ar fi distrus cheile cu informații instalate de om.
Odată misiunea îndeplinită, polițistul revine în prezent, aducându-i paznicului japonez cheile cu informații păstrate în cele douăzeci de femei-ciborg.

### Cât de mic poate fi infernul?
Un polițist se trezește în mijlocul unei intrigi care implică o femei urmărită de doi gangsteri. Deși reușește să o ajute pe femeie, este pe punctul de a fi ucis de gangsteri, când îi sare în ajutor paznicul japonez al blocului. Acesta îi solicită ajutorul într-o problemă de care se interesează "administrația blocului" și îi dăruiește un medalion.
Polițistul cere ajutorul unui prieten certat cu legea, care îi prinde pe cei doi gangsteri. De la ei, află destinația posibilă a femeii urmărite și ajunge pe o insulă. Aici, reușește să afle că un savant a reușit să sintetizeze un virus extrem de periculos, care transformă oamenii în mici bacterii. Unii dintre asistenții lui au fost atacați de virus, în timp ce alții au reușit să scape și caută să îl saboteze.
Polițistul își dă seama că trebuie să pună capăt acestui proiect care poate afecta omenirea și se infiltrează în laboratorul savantului. Acolo, deși afectat de virus, reușește să îl neutralizeze și să scape cu viață, apoi îl aduce paznicului japonez.